# Ventilago madraspatana
Ventilago madraspatana es una especie de planta de la familia Rhamnaceae.

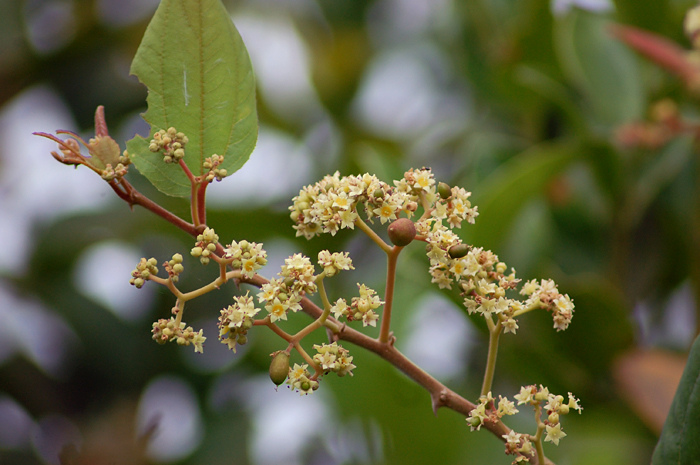
Inflorescencia

## Descripción
Es una planta trepadora leñosa con amplias ramas que cuelgan de las copas de los árboles. Hojas dísticas y simples. Flores en panículas, muy pequeñas. Fruto una núcula con un ala apical grande.

## Distribución y hábitat
Se encuentra en la Isla de Java en los bosques de tierras bajas y en el sur de India, Sri Lanka, el sur de Birmania, Islas Andaman y las Molucas (Indonesia).

## Usos
Contiene tanino o colorante: La corteza de la raíz se utiliza en la India para la coloración de algodón, lana y seda. Se obtienen tonalidades rojizas. En combinación con la raíz de Oldenlandia umbellata L., se obtiene un bello color marrón oscuro. 
Medicina
La corteza se utiliza también medicinalmente. Contiene el principio activo emodina.
Alimentación
Las semillas se comen cocidas y el aceite de la semilla se utiliza para cocinar. 
Combustible
La madera se utiliza como combustible.

## Taxonomía
Ventilago madraspatana fue descrito por Joseph Gaertner y publicado en De Fructibus et Seminibus Plantarum. . . . 1: 223, pl. 49, f. 2. 1788.
Sinonimia
- Ventilago maderaspatana (Gaertn.) Roxb. 1798[4][5]